# Carlos Peña Rodríguez
Carlos Peña Rodríguez est un footballeur mexicain né le 29 mars 1990 à Ciudad Victoria. Il évolue au poste de milieu de terrain avec le Cruz Azul.

## Biographie
Carlos Peña commence sa carrière au CF Pachuca. En 2011, il rejoint l'équipe du FC León. Avec le FC León il participe à la Copa Libertadores en 2013.
Le 9 janvier 2018, il rejoint Cruz Azul.